# Illorsuit
Illorsuit (Igdlorssuit avant 1973) est un village groenlandais, situé sur l'île d'Illorsuit, dans la municipalité d'Avannaata, près d'Uummannaq. Sa population était de 67 habitants en janvier 2007. Depuis un violent tsunami le 17 juin 2017, le village est inhabité.